# Манзала, Харрисон
Харрисон Манзала Тусумгама (англ. Harrison Manzala Tusumgama; род. 6 марта 1994 года, Обервилье, Франция) — французский футболист, полузащитник.

## Клубная карьера
Молодёжь
Харрисон Манзала начал заниматься футболом с ранних лет. Он прошёл спортивные академии французских городов Аньер-сюр-Сен и Нёйи-сюр-Сен. С 2010 года обучался в молодёжной академии клуба третьего дивизиона «Бастия».
Гавр
В 2012 году подписал свой первый контракт с клубом Второй лиги «Гавр», в котором проиграл 4 сезона и забил 7 мячей.
Амьен
В 2016 году подписал контракт с клубом «Амьен», которому помог подняться в Первую лигу. Дебютировал в Первой лиге 5 августа 2017 года в выездной встрече с Пари Сен-Жерменом. В сезоне 2017/18 сыграл 37 матчей и забил 4 мяча.
Анже
В сезоне 2018/19 подписывает контракт с клубом «Анже», но в основном составе не задерживается (8 матчей) и концовку сезона проводит на скамейке.
Аренда в «Маккаби» (Петах-Тиква)
Концовку сезона 2018/2019 доигрывает в израильском клубе «Маккаби (Петах)».
Аренда в «Ле-Ман»
Новый сезона 2019/2020 снова уходит в аренду в только вышедший во Вторую лигу клуб «Ле-Ман».
Кайсериспор
2 сентября 2020 года подписывает двухлетний контракт с командой турецкой Суперлиги «Кайсериспор».